# Marcel Appiah
Marcel Appiah (Schwelm, 26 marzo 1988) è un ex calciatore tedesco, di ruolo difensore.

## Biografia
Appiah è nato da padre ghanese e madre italiana a Schwelm, ma è cresciuto a Ennepetal.
Suo zio è l'ex calciatore italiano e attuale politico SPD Giuseppe Bianco.

## Palmarès

### Club

#### Competizioni nazionali
- Eerste Divisie: 1

N.E.C.: 2014-2015